# Георги Войтех (нос)
Носът Георги Войтех (на английски: Voyteh Point) е скалист морски нос от източната страна на входа в залива Ричърдс на северния бряг на полуостров Рей в северозападната част на полуостров Байърс, остров Ливингстън. Разположен 2,05 km източно от нос Есекс, 470 m на изток-югоизток от нос Ъглен и 4,69 km северозападно от нос Варадеро. Образуван от разклонение на хълм Сабат.
Координатите му са: 62°34′41″ ю. ш. 61°08′42″ з. д. / 62.578056° ю. ш. 61.145° з. д..
Наименуван е на Георги Войтех, кавхан при българския владетел цар Константин-Петър (11 век). Името е официално дадено на 15 декември 2006 г. Обнародвано е с указ на Президента на Република България на 31 май 2016 г.
Британско картографиране от 1968 г., испанско от 1992 г., българско от 2005 г., от 2009 г. и 2010 г.

## Карти
- Península Byers, Isla Livingston Архив на оригинала от 2013-11-09 в Wayback Machine.. Mapa topográfico a escala 1:25000. Madrid: Servicio Geográfico del Ejército, 1992.
- L.L. Ivanov et al. Antarctica: Livingston Island and Greenwich Island, South Shetland Islands. Scale 1:100000 topographic map. Sofia: Antarctic Place-names Commission of Bulgaria, 2005.
- L.L. Ivanov. Antarctica: Livingston Island and Greenwich, Robert, Snow and Smith Islands Архив на оригинала от 2010-02-13 в Wayback Machine.. Scale 1:120000 topographic map. Troyan: Manfred Wörner Foundation, 2009. ISBN 978-954-92032-6-4